# ساطي عليا
ساطي عليا هي قرية في مقاطعة مشكين شهر، إيران. عدد سكان هذه القرية هو 183 في سنة 2006.